# Formica dirksi
Formica dirksi är en myrart som beskrevs av Scott L. Wing 1949. Formica dirksi ingår i släktet Formica och familjen myror. IUCN kategoriserar arten globalt som sårbar. Inga underarter finns listade i Catalogue of Life.

## Bildgalleri

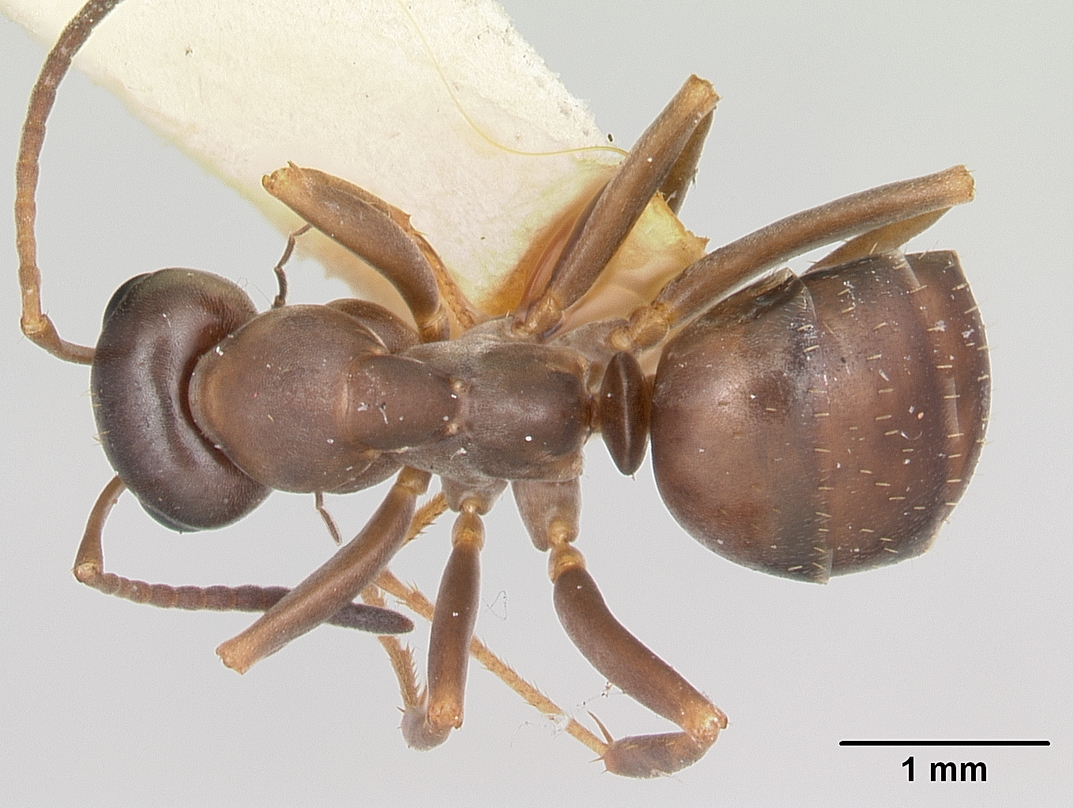
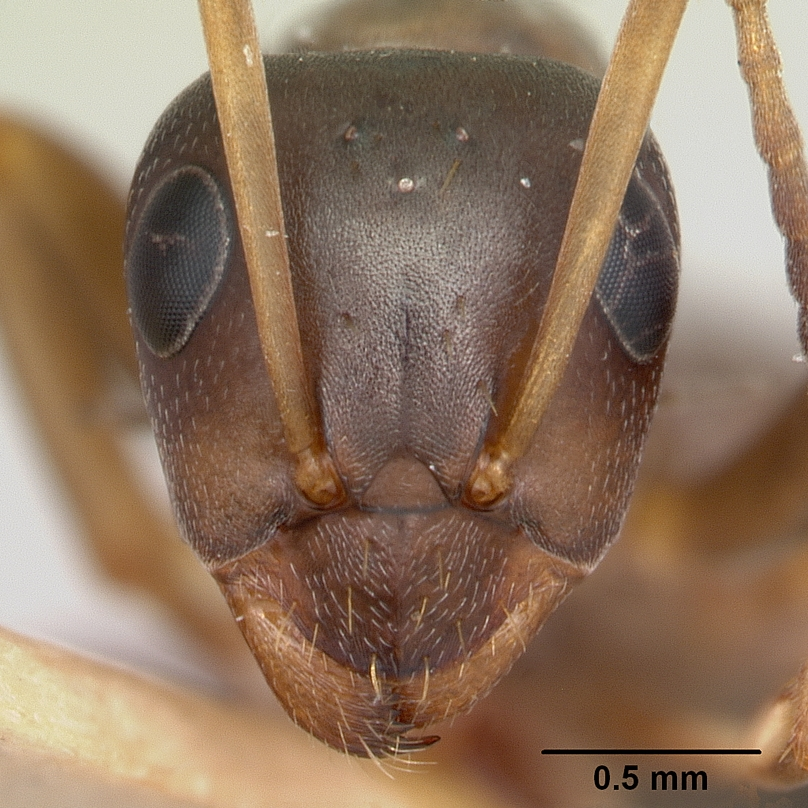
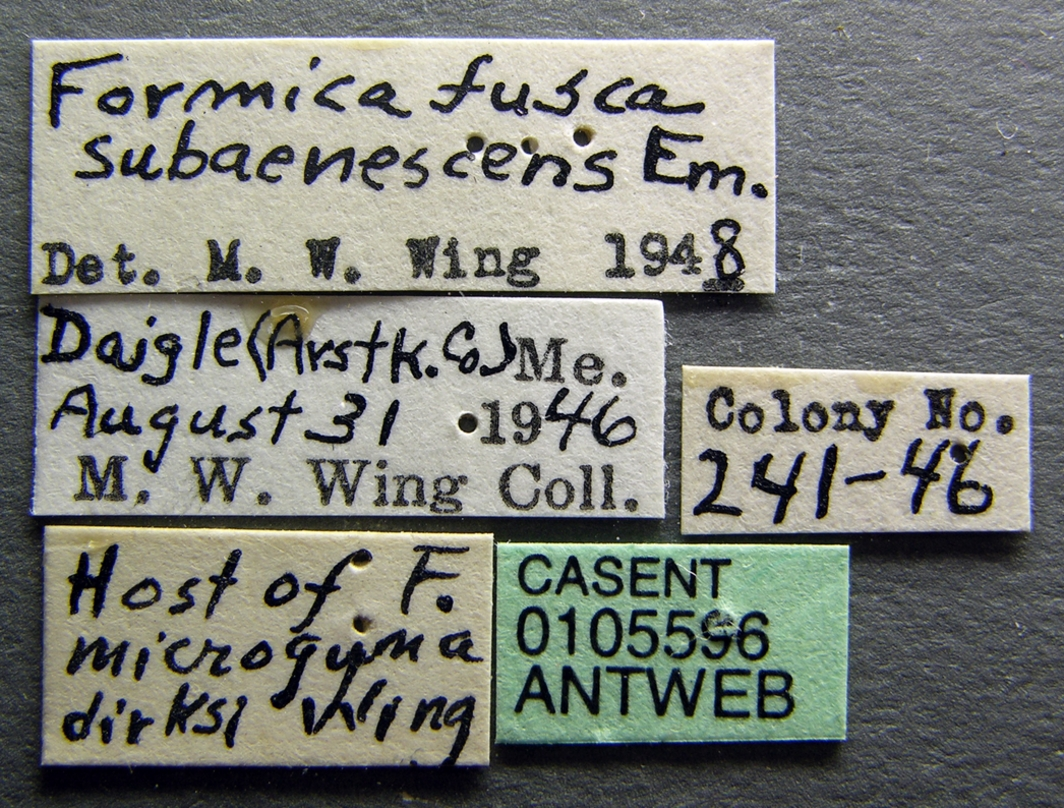
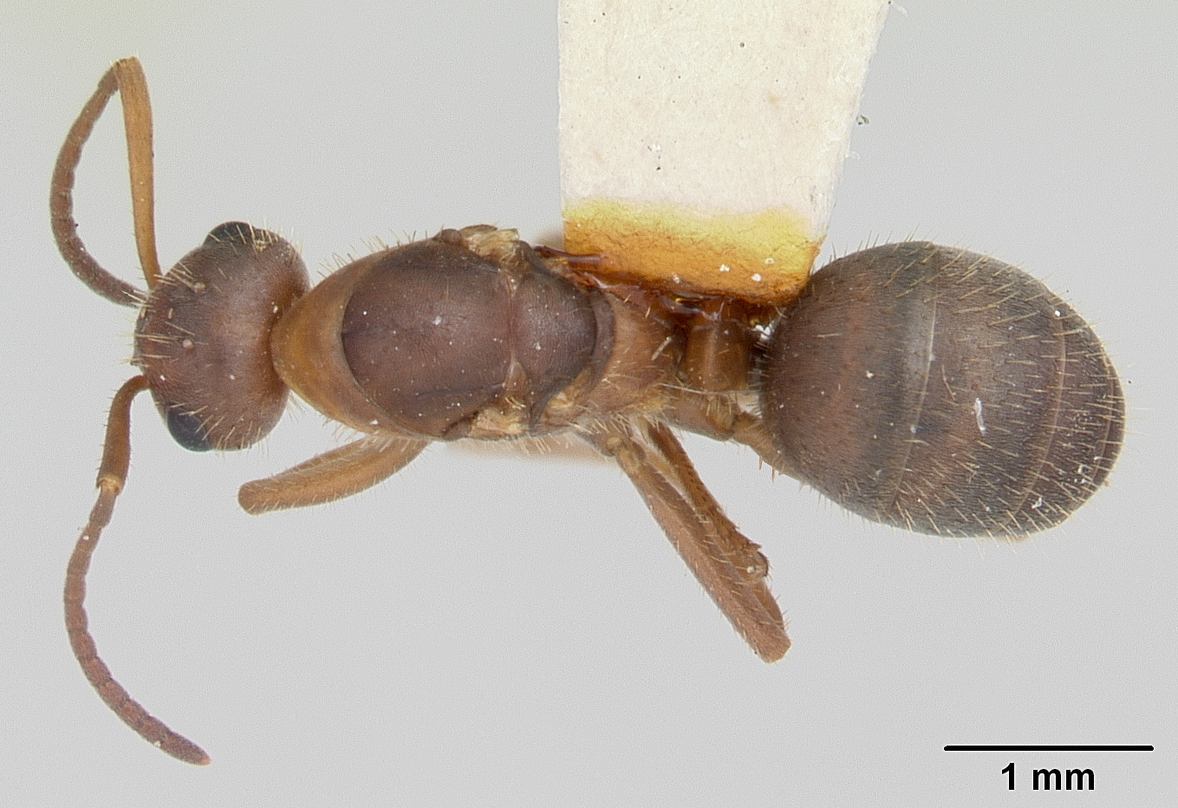
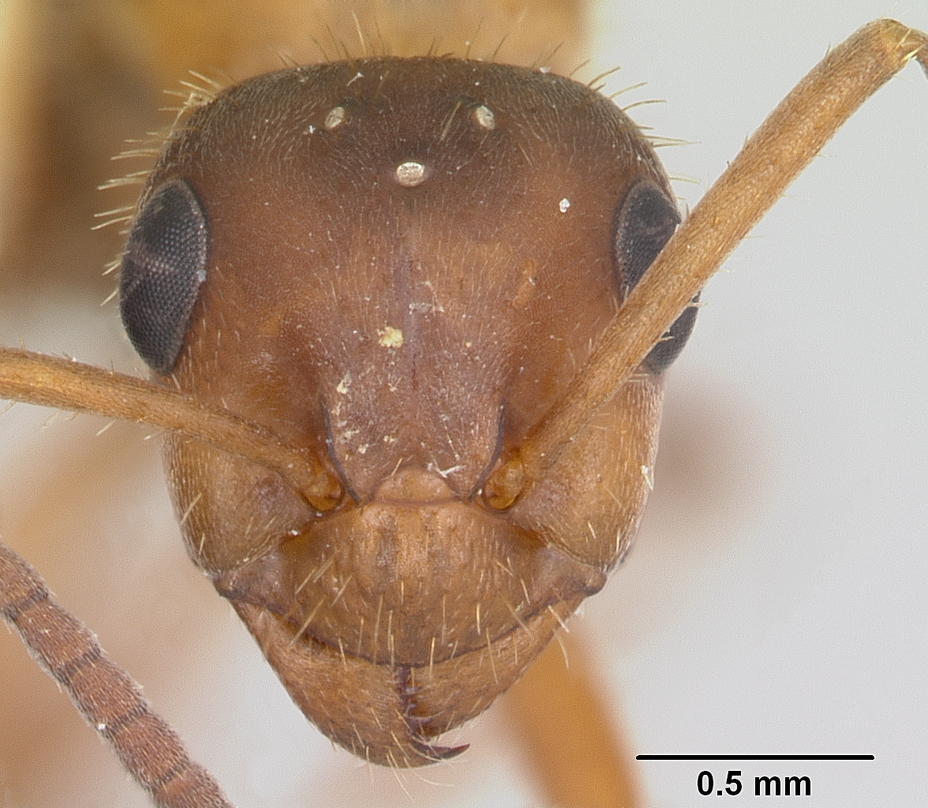
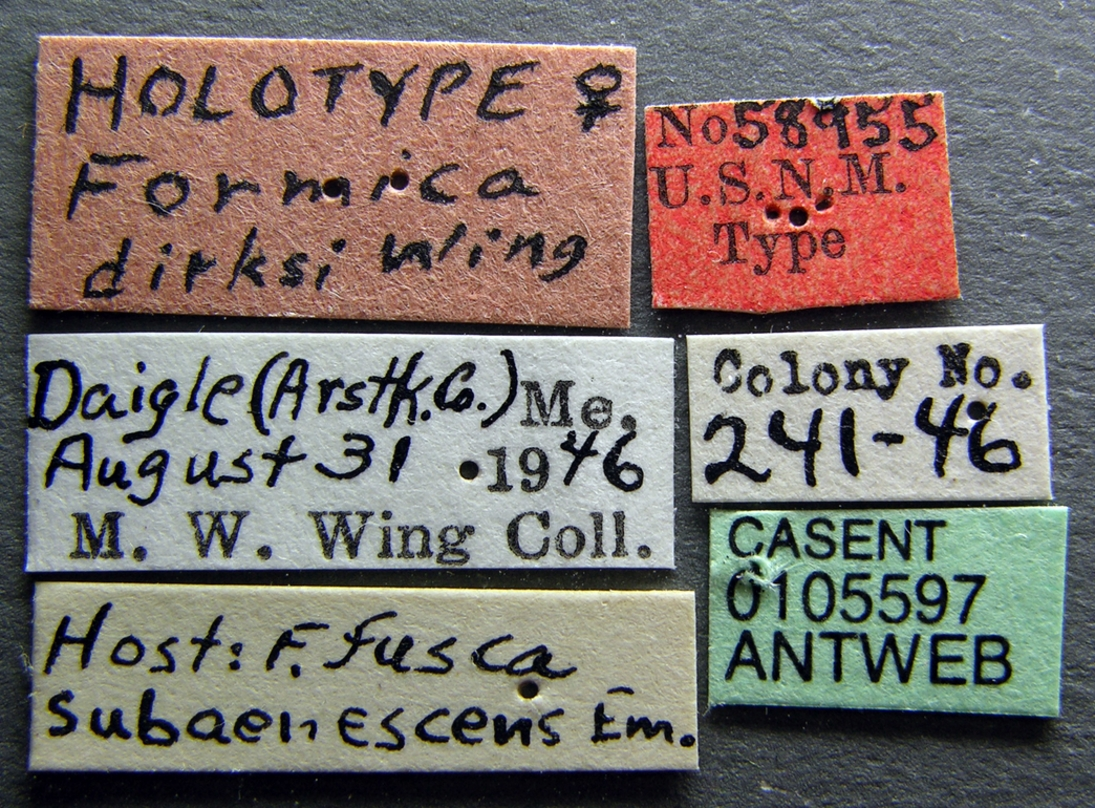